# Сент-Уэн-сюр-Сен
Сент-Уэн-сюр-Сен (фр. Saint-Ouen-sur-Seine) — город в департаменте Сен-Сен-Дени, регион Иль-де-Франс, северный пригород Парижа.

## История
Поселение Сент-Уэн появилось в I веке н. э. Благодаря расширению гавани и присоединению к железнодорожной сети в XIX веке начался промышленный подъём посёлка. В период с 1861 по 1896 год население Сент-Уэна выросло с 3300 до 30 700 человек. Сент-Уэн был важным пригородом столицы Парижа. С 1944 года этим рабочим городом непрерывно управляют бургомистры от Французской коммунистической партии.

## Достопримечательности
В городе работает самый большой блошиный рынок Парижа, который ежегодно посещают миллионы иностранных туристов. Недалеко от станции метро Гарибальди расположено действующее предприятие Citroën. На кладбище Сент-Уэна, открытом в 1860 году, находятся захоронения известных деятелей культуры Франции.

## Спорт
В Сент-Уэн находится стадион Стад де Пари, который был построен в 1909 году, и является домом парижской команды Ред Стар - пятикратного обладателя Кубка Франции.

## Города-побратимы
- Терни, Италия
- Солфорд, Великобритания
- Русе, Болгария
- Подольск, Россия